# Observator (tidning)
Observator var en kortlivad dagstidning utgiven i Lund under tiden 15 juli 1893 till 23 december 1893

## Historik
Tidningen trycktes i  Mårten Rahms boktryckeri  i Lund med antikva som typsnitt. Den hade titelvinjett och illustrationer. Tidningen kom ut en gång i veckan lördagar med 4 sidor per nummer. Tidningen var i folioformat 45,5 x 18 cm med 4 spalter. Priset var 2 kronor för ett halvår. I första numret deklareras att tidningen är politiskt neutral. Tidningen försökte genom brev från Malmö, Helsingborg, Landskrona och Kristianstad bevaka händelser. Den hade inga resurser för att kunna återge dagsaktuella händelser och klarade inte konkurrensen med mer etablerade tidningar.
Utgivningsbevis för tidningen utfärdades för typografen Axel Theodor Couleur den 26 juni 1893, som också var dess redaktör.